# Carectocultus
Carectocultus là một chi bướm đêm thuộc họ Crambidae.

## Các loài
- Carectocultus bivitta Möschler, 1882
- Carectocultus dominicki A. Blanchard, 1975
- Carectocultus perstrialis (Hübner, 1831)

Các loài trước đây
- Carectocultus repugnatalis (Walker, 1863)